# Scio
Scio (obchodním názvem www.scio.cz, s.r.o., IČO 271 561 25) je česká obchodní společnost zaměřená na školní i mimoškolní vzdělávání dětí. Do českého vzdělávání mj. zavedla měření výsledků vzdělávání (educational measurement) a obecných studijních předpokladů. Některé testy Scio se po roce 2000 používají pro účely přijímání na vybrané vysoké školy (Národní srovnávací zkoušky). Do roku 2016 se používaly testy Scio i jako přijímací zkoušky na školy střední. Slovo scio pochází z latiny a znamená vím.

## Historie
Společnost Scio založil v Praze 8. září 1995 Ondřej Šteffl nejprve jako nadaci. Hlavním impulzem pro vznik společnosti Scio byla snaha poskytnout profesionální testy pro přijímací zkoušky. Inspirací byla praxe v anglosaském světě, převážně v USA. V roce 1999 se změnil její status na obecně prospěšnou společnost a v roce 2004 vznikla vedle Scio o.p.s. (nyní Erudis, o.p.s.) společnost s ručením omezeným www.scio.cz, s.r.o. Několik prvních let šlo o velmi malou společnost s méně než 10 pracovníky (s dalšími desítkami osob, např. s autory či organizátory zkoušek, však Scio spolupracovalo formou krátkodobých smluv). Od roku 2001 začala společnost výrazně rozšiřovat své aktivity a po přestěhování do větších prostor v Praze-Karlíně již měla desítky stálých spolupracovníků, v roce 2012 udávala přibližně 90 spolupracovníků. Sídlo firmy je v roce 2020 Praha 8, Pobřežní 34, většinovým společníkem a jednatelem je stále Ondřej Šteffl.

## Národní srovnávací zkoušky
Hlavním produktem společnosti Scio jsou tzv. Národní srovnávací zkoušky (NSZ), které pro účely přijímacího řízení zohleďnují nebo přímo vyžadují desítky fakult v České republice a na Slovensku. Deklarovanou výhodou je transparentnost při tvorbě testů a při samotném průběhu testování (dodržování systému managementu kvality ISO 9001). Po proběhnutí testů je přistoupeno k veřejné oponentuře. Společnost Scio rovněž jako výhodu uvádí fakt, že absolvováním jedné či více zkoušek v rámci NSZ má uchazeč šanci na přijetí na desítky vysokých škol. Kritici konceptu Národních srovnávacích zkoušek vyčítají, že zkoušky jsou nekvalitní a přispívají ke zvýšení nerovností ve vzdělávání.
Do povědomí se v České republice a na Slovensku Scio dostalo především díky testu Obecných studijních předpokladů (OSP), jehož deklarovaným cílem je zkoumat základní dovednosti a schopnosti pro úspěšné studium. Zkoumá předpoklady studenta ve dvou oddílech. Verbální oddíl testuje schopnost precizní práce s jazykem, porozumění delším textům a předložené argumentaci. Úlohy vyžadují pečlivou analýzu a kritickou práci s textem jako celkem. Analytický oddíl testuje schopnost práce se soubory informací, orientaci v sadě podmínek a vyvozování z nich a schopnost pracovat s kvantitativními údaji (potřebné matematické znalosti ale jen výjimečně přesahují úroveň základní školy). Test OSP je srovnávací – výsledkem testovaného je percentil. Díky jeho harmonizaci je možné srovnat velké množství účastníků v různých termínech.

## Testování pro školy
Vedle přijímacích zkoušek na vysoké školy nabízí Scio srovnávací testy z OSP, matematiky a českého jazyka základním a středním školám, které se do testů zapojují dobrovolně, aby si ověřily znalosti žáků a získaly srovnání s ostatními školami. Výsledky z testování mají k dispozici žáci, učitelé a vedení škol. Do projektů Scio se pravidelně zapojuje třetina všech základních a středních škol v České republice, další třetina škol je využívá nepravidelně.
V roce 2012 se Scio začalo věnovat vývoji adaptivních ověřovacích testů dle teorie MDT (Measurement Decision Theory), jejichž výstupem není primárně srovnání zapojených žáků, ale určení úrovně jejich znalostí. Jako první vznikl test anglického jazyka, který určuje úroveň poslechu a čtení podle Společného evropského referenčního rámce pro jazyky (A1 až C1). Adaptivnost v testu funguje tak, že testovaný dostává otázky na základě svých předchozích odpovědí – test se přizpůsobuje úrovni testovaného a hledá jeho maximum. Testování probíhá jen online. V současnosti Scio školám a žákům nabízí krom adaptivního testu AJ i adaptivní testy matematické a čtenářské gramotnosti. Ty žáky zařazují na škálu znalostí, které jsou popsány v mapách učebního pokroku.
V roce 2019 Scio zahájilo spolupráci na projektu Nenech to být, který pomáhá školám včas odhalit šikanu mezi dětmi i učiteli.

## Produkty pro jednotlivce
V posledních letech se Scio zaměřuje i na podnikatelské aktivity v oblasti mimoškolní výchovy a vzdělávání.
Pro rozvoj emoční inteligence Scio vyvinulo Emušáka Ferdu a jeho mouchy. Jedná se o plyšovou hračku s knihou pohádek a sadou much. V každé pohádce se Ferda setká s nějakou emocí (radost, vztek, žárlivost), které ztělesňují jednotlivé mouchy. Dítě je využívá pro vyjádření svých pocitů a snáze tak chápe své vlastní emoce.

## Svoboda v práci
Scio se hlásí k myšlenkám svobody v práci, jeho organizační struktura je plochá. Každé skupině klientů se věnuje tzv. studio (název převzat od televizních studií), vedoucí těchto studií (tzv. patroni) tvoří kolektivní vedoucí orgán. V roce 2019 založili jeho zaměstnanci blog Smysl v práci.

## ScioŠkoly
Scio začalo od roku 2015 zakládat vlastní základní ScioŠkoly, jejichž deklarovaným cílem je, připravit děti na život v budoucnosti prostřednictvím rozvoje kompetencí, zejména učební autonomie. Ve školním roce 2023/2024 bude fungovat 16 základních škol (z toho je jedna základní expediční škola) a tři střední školy (z toho je jedna střední expediční škola).